# Statilia agresta
Statilia agresta är en bönsyrseart som beskrevs av Zheng 1987. Statilia agresta ingår i släktet Statilia och familjen Mantidae. Inga underarter finns listade i Catalogue of Life.